# Рокуэлл, Сэм
Сэм Ро́куэлл (англ. Sam Rockwell; род. 5 ноября 1968, Дейли-Сити, Калифорния, США) — американский актёр. Лауреат премий «Оскар», «Золотой глобус», «Серебряный медведь», BAFTA и двух премий Гильдии киноактёров США, номинант на премию «Тони».

## Биография
Рокуэлл родился в Дейли-Сити, Калифорния, в семье актёров Пенни Хесс и Пита Рокуэлла. Его родители переехали в Нью-Йорк, когда ему исполнилось два года. Сначала они жили в Бронксе, затем в Манхэттене. Когда Сэму исполнилось пять лет, его родители развелись, и он со своим отцом переехал в Сан-Франциско, где и вырос. Летние каникулы он проводил с матерью в Нью-Йорке.
Дебютировал на сцене в 10 лет со своей матерью. Затем начал посещать курсы высшей школы J.E. McAteer High School, Портола драйв, Сан-Франциско. Обучаясь там, он снялся в хорроре «Дом клоунов» (1989). Следующую роль он получил в телесериале канала NBC «Улица Мечты» (1989), но через некоторое время он был уволен, а проект закрылся.
После окончания учёбы вернулся в Нью-Йорк и в течение двух лет обучался в студии актёрского мастерства Уильяма Эспера. В это время он снимался во множестве фильмов и сериалах, таких как «За пределом» (1990), «Мертвецки пьян» (1993), «Черепашки-ниндзя» (1990). Кроме того, Рокуэлл снялся в эпизоде сериала «Закон и порядок» (1990). Одновременно со съёмками работал и играл в театральных пьесах.
В 1994 году, благодаря гонорару от рекламы пива Miller, актёр смог бросить свои дневные работы и сосредоточиться на актёрской карьере. В середине 90-х он снялся в таких фильмах, как «Баския» (1996), «В поисках одноглазого Джимми» (1994), «Блеск славы» (1996), «Милость» (1995) и «Коробка лунного света» (1996).

### Признание в Голливуде

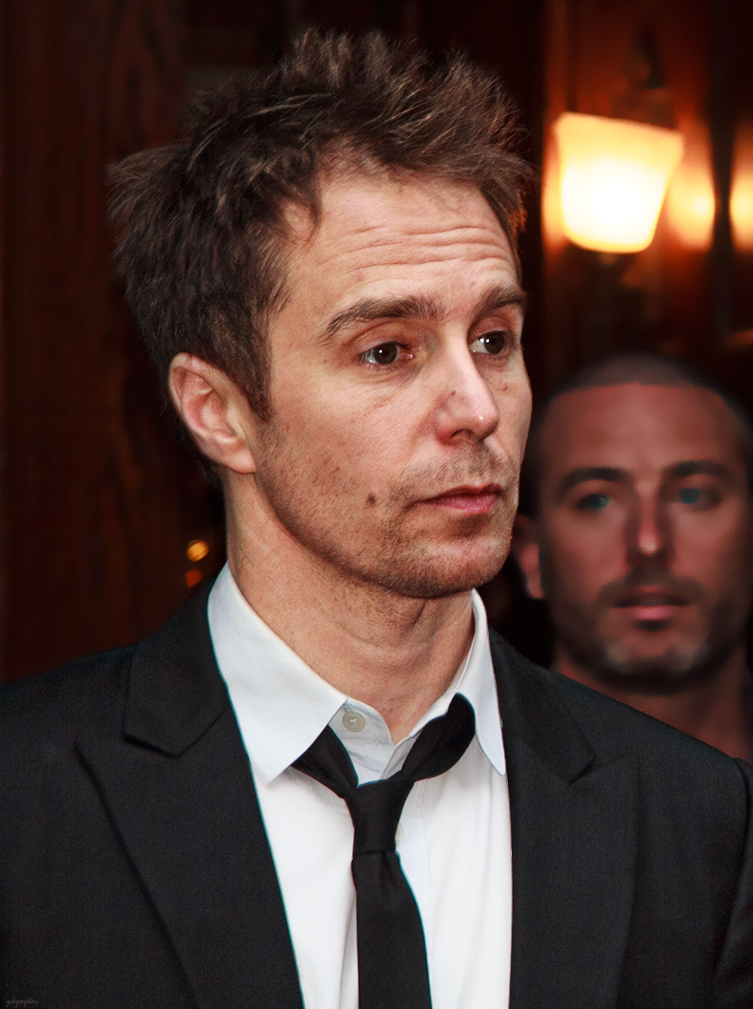
Рокуэлл в 2012 году

Рокуэлл создал целую галерею запоминающихся персонажей в таких фильмах, как комедия братьев Руссо «Добро пожаловать в Коллинвуд» с участием Джорджа Клуни, Уильяма Х. Мэйси, Патрисии Кларксон и Дженнифер Эспозито; «Грабёж» Дэвида Мамета с Джином Хэкменом, Ребеккой Пиджеон и Дэнни Де Вито; блокбастер «Ангелы Чарли» с Дрю Бэрримор, Камерон Диас и Люси Лью; номинированная на «Оскар» драма Фрэнка Дарабонта «Зелёная миля» с Томом Хэнксом. Рокуэлл также появился в кассовом хите студии DreamWorks Pictures «В поисках Галактики» вместе с Тимом Алленом, Сигурни Уивер, Аланом Рикманом и Тони Шалубом.
Среди других ролей Рокуэлла: триллер «Джошуа», где он сыграл вместе с Верой Фармигой; драма «Признания опасного человека» с Джорджем Клуни; эксцентрическая комедия «Автостопом по галактике» с Зоуи Дешанель, Мосом Дефом и Мартином Фрименом; криминальная комедия «Великолепная афера» Ридли Скотта, где его партнёром по съёмочной площадке стал Николас Кейдж. Также он появлялся в «Знаменитости» Вуди Аллена; в «Сне в летнюю ночь» с Кевином Кляйном и Мишель Пфайффер, в «Луговых собачках» Джона Дайгана, в «Медвежатниках» Джона Хамбурга, в чёрной комедии Сола Рубинека «Джерри и Том», в «Коробке лунного света» Тома ДиЧилло вместе с Джоном Туртурро, в «Пьяницах» Питера Коэна с Ричардом Льюисом, Паркер Поузи и Фэй Данауэй, в «Легко заснувшей» Пола Шредера с Уиллемом Дефо, в «Последнем повороте на Бруклин» Ули Эделя с Дженнифер Джейсон Ли, а дебютировал Рокуэлл в фильме Виктора Сальвы «Дом клоунов», будучи студентом High School of Performing Arts.
В 2012 году Рокуэлл сыграл в криминальной комедии «Семь психопатов» в компании таких актёров, как Вуди Харрельсон, Колин Фаррелл, Кристофер Уокен, Майкл Питт, Эбби Корниш, Ольга Куриленко и т. д. За участие в фильме «Три билборда на границе Эббинга, Миссури» в 2017 году Рокуэлл получил свою первую премию Оскар, а также премии Золотой глобус и BAFTA.
В 2018 году Рокуэлл снялся в байопике Адама Маккея «Власть», в котором исполнил роль Джорджа Буша-младшего (за что заработал вторые номинации на премии «Оскар» и «Золотой глобус» как лучший актёр второго плана).

## Личная жизнь
Рокуэлл никогда не был женат и, как он сказал в интервью в 2007 году: «Я определённо не хочу становиться отцом, эта ноша не для меня».
С 2007 года он состоит в отношениях с актрисой Лесли Бибб, с которой познакомился на съёмках фильма «Фрост против Никсона». Они вместе снялись в фильмах «Железный человек 2», «Дон Верден» и в 3-м сезоне сериала «Белый лотос».

## Фильмография
| Год       |     | Русское название                              | Оригинальное название                                      | Роль                       |
| --------- | --- | --------------------------------------------- | ---------------------------------------------------------- | -------------------------- |
| 1979      | мтф | Дети Джоан Кроуфорд                           | Joan Crawford's Children                                   |                            |
| 1988      | с   | Уравнитель                                    | The Equalizer                                              | Скользкий                  |
| 1989      | с   | Улица грез                                    | Dream Street                                               | Джоуи                      |
| 1989      | ф   | Дом клоунов                                   | Clownhouse                                                 | Рэнди Коллинз              |
| 1989      | ф   | Последний поворот на Бруклин                  | Last Exit To Brooklyn                                      | Эл                         |
| 1990      | ф   | Черепашки-ниндзя                              | Teenage Mutant Ninja Turtles                               | главарь банды              |
| 1990      | с   |                                               | ABC Afterschool Specials                                   | Джейсон                    |
| 1991      | ф   | Только бизнес                                 | Strictly Business                                          | Гэри                       |
| 1992      | ф   | Чуткий сон                                    | Light Sleeper                                              | ревнивец                   |
| 1992      | ф   | В супе                                        | In the Soup                                                | Поли                       |
| 1992      | ф   | Счастливой адской ночи                        | Happy Hell Night                                           | молодой Генри Коллинз      |
| 1992      | ф   | Джек и его друзья                             | Jack and His Friends                                       | Луи                        |
| 1992—1993 | с   | Закон и порядок                               | Law & Order                                                | Рэнди Борленд / Уэддекер   |
| 1993      | с   | Истории из жизни: Кризис в семье              | Lifestories: Families in Crisis                            | Кевин Тюнелл               |
| 1994      | ф   | В поисках одноглазого Джимми                  | The Search for One-eye Jimmy                               | Одноглазый Джимми          |
| 1994      | ф   | Любить кого-то                                | Somebody to Love                                           | поляк                      |
| 1995      | кор |                                               | Bad Liver & a Broken Heart                                 | Разбитое сердце            |
| 1995      | с   | Полиция Нью-Йорка                             | NYPD Blue                                                  | Билли                      |
| 1995      | ф   | Алкаши                                        | Drunks                                                     | Тони                       |
| 1995      | ф   | Блеск славы                                   | Glory Daze                                                 | Роб                        |
| 1995      | ф   | Милосердие                                    | Mercy                                                      | Мэтти                      |
| 1996      | ф   | Баския                                        | Basquiat                                                   | бандит                     |
| 1996      | ф   | Лунная шкатулка                               | Box of Moonlight                                           | Баки aka Малыш             |
| 1997—2000 | с   | Принц улиц                                    | Prince Street                                              | Донни Хэнсон               |
| 1997      | тф  |                                               | SUBWAYStories: Tales from the Underground                  | едящий мужчина             |
| 1997      | ф   | Арест Джины                                   | Arresting Gena                                             | Сонни                      |
| 1997      | ф   | Луговые собачки                               | Lawn Dogs                                                  | Трент                      |
| 1998      | ф   | Обратный звонок                               | The Call Back                                              | Алан / Кристофер Уокен     |
| 1998      | ф   | Джерри и Том                                  | Jerry and Tom                                              | Джерри                     |
| 1998      | ф   | Луис и Фрэнк                                  | Louis & Frank                                              | Сэм                        |
| 1998      | ф   | Медвежатники                                  | Safe Men                                                   | Сэм                        |
| 1998      | ф   | Знаменитость                                  | Celebrity                                                  | парень из свиты Брэндона   |
| 1999      | ф   | Сон в летнюю ночь                             | A Midsummer Night's Dream                                  | Фрэнсис Дудка              |
| 1999      | ф   | В поисках Галактики                           | Galaxy Quest                                               | Гай Флигман                |
| 1999      | ф   | Зелёная миля                                  | The Green Mile                                             | Уильям «Дикий Билл» Уортон |
| 2000      | ф   | Ангелы Чарли                                  | Charlie's Angels                                           | Эрик Нокс / Джон Маккенн   |
| 2001      | ф   |                                               | Pretzel                                                    | Сэм                        |
| 2001      | ф   | Грабёж                                        | Heist                                                      | Джимми Силк                |
| 2001      | ф   | Всё схвачено!                                 | Made                                                       | гостиничный клерк          |
| 2001      | кор | Большая любовь                                | BigLove                                                    | Нэйт                       |
| 2001      | кор |                                               | D.C. Smalls                                                | поющий в караоке           |
| 2002      | кор |                                               | Running Time                                               | Преследуемый               |
| 2002      | в   | Стелла: Короткометражки 1998—2002             | Stella Shorts 1998—2002                                    | парень с пиццей            |
| 2002      | ф   | Тринадцать лун                                | 13 Moons                                                   | Рик                        |
| 2002      | ф   | Добро пожаловать в Коллинвуд                  | Welcome to Collinwood                                      | Перо                       |
| 2002      | ф   | Признания опасного человека                   | Confessions of a Dangerous Mind                            | Чак Бэррис                 |
| 2003      | ф   | Великолепная афера                            | Matchstick Men                                             | Фрэнк Меркер               |
| 2005      | ф   | Джим с Пиккадилли                             | Piccadilly Jim                                             | Джимми Крокер              |
| 2005      | ф   | Автостопом по галактике                       | The Hitchhiker's Guide to the Galaxy                       | Зафод Библброкс            |
| 2005      | ф   |                                               | The F Word                                                 | Джереми                    |
| 2005      | с   | Стелла                                        | Stella                                                     | Гэри Мидоуз                |
| 2005      | кор | Важное свидание Робина                        | Robin's Big Date                                           | Бэт-мен                    |
| 2007      | ф   | Джошуа                                        | Joshua                                                     | Брэд Кэрнс                 |
| 2007      | ф   | Снежные ангелы                                | Snow Angels                                                | Гленн Маршан               |
| 2007      | ф   | Как трусливый Роберт Форд убил Джесси Джеймса | The Assassination of Jesse James by the Coward Robert Ford | Чарли Форд                 |
| 2008      | кор | Женщина в бурке                               | Woman in Burka                                             | Сэм                        |
| 2008      | ф   | Удушье                                        | Choke                                                      | Виктор Манчини             |
| 2008      | ф   | Фрост против Никсона                          | Frost/Nixon                                                | Джеймс Рестон-младший      |
| 2009      | ф   | Сезон побед                                   | The Winning Season                                         | Билл                       |
| 2009      | ф   | Всё путём                                     | Everybody's Fine                                           | Роберт, сын Фрэнка         |
| 2009      | ф   | Необузданные джентльмены                      | Gentlemen Broncos                                          | Бронко / Брутус            |
| 2009      | ф   | Луна 2112                                     | Moon                                                       | Сэм Белл                   |
| 2009      | ф   | Миссия Дарвина                                | G-Force                                                    | морская свинка Дарвин      |
| 2009      | ки  | G-Force                                       | G-Force                                                    | морская свинка Дарвин      |
| 2010      | кор |                                               | F — K                                                      | Сэм                        |
| 2010      | ф   | Железный человек 2                            | Iron Man 2                                                 | Джастин Хаммер             |
| 2010      | ф   | Приговор                                      | Conviction                                                 | Кенни Уотерс               |
| 2011      | ф   | Нянь                                          | The Sitter                                                 | Карл                       |
| 2011      | ф   | Ковбои против пришельцев                      | Cowboys & Aliens                                           | Док                        |
| 2011      | док | Геттисберг                                    | Gettysburg                                                 | рассказчик                 |
| 2012      | мс  | Наполеон Динамит                              | Napoleon Dynamite                                          | Филсон                     |
| 2012      | ф   | Семь психопатов                               | Seven Psychopaths                                          | Билли Бикл                 |
| 2013      | ф   | Доверься мне                                  | Trust Me                                                   | Альдо Стэнкис              |
| 2013      | ф   | Дело в тебе                                   | A Case of You                                              | Гэри                       |
| 2013      | ф   | Единственный выстрел                          | A Single Shot                                              | Джон Мун                   |
| 2013      | ф   | Дорога, дорога домой                          | The Way Way Back                                           | Оуэн                       |
| 2014      | ф   | Детка                                         | Laggies                                                    | Крэйг Хантер               |
| 2014      | ф   | Почему сейчас?!                               | Loitering with Intent                                      | Уэйн                       |
| 2014      | ф   | Любовь по рецепту и без                       | Better Living Through Chemistry                            | Даг Варни                  |
| 2014      | кор | Да здравствует король                         | Marvel One-Shot: All Hail the King                         | Джастин Хаммер             |
| 2015      | ф   | В поисках огня                                | Digging for Fire                                           | Рэй                        |
| 2015      | ф   | Дон Верден                                    | Don Verdean                                                | Дон Верден                 |
| 2015      | ф   | Полтергейст                                   | Poltergeist                                                | Эрик Боуэн                 |
| 2015      | ф   | Мой парень — киллер                           | Mr. Right                                                  | Фрэнсис Райт               |
| 2015—2017 | мс  | С Значит Семья                                | F Is for Family                                            | Вик                        |
| 2015      | с   | Пьяная история                                | Drunk History                                              | Багси Сигел                |
| 2016      | с   | Внутри Эми Шумер                              | Inside Amy Schumer                                         | Сэм                        |
| 2016      | ки  | Dishonored 2                                  | Dishonored 2                                               | Мортимер Рамзи             |
| 2017      | кор |                                               | The Dark of Night                                          | офицер Уитт                |
| 2017      | ф   | Женщина идёт впереди                          | Woman Walks Ahead                                          | полковник Сайлас Гроув     |
| 2017      | ф   | Три билборда на границе Эббинга, Миссури      | Three Billboards Outside Ebbing, Missouri                  | офицер Джейсон Диксон      |
| 2018      | мф  | Приключения Пьянчужки                         | The Adventures of Drunky                                   | Пьянчужка                  |
| 2018      | ф   | Голубая игуана                                | Blue Iguana                                                | Эдди                       |
| 2018      | ф   | Блэйз                                         | Blaze                                                      |                            |
| 2018      | ф   | Немой                                         | Mute                                                       | Сэм Белл                   |
| 2018      | с   | Saturday Night Live                           | Saturday Night Live                                        | ведущий                    |
| 2018      | ф   | Власть                                        | Vice                                                       | Джордж Буш-младший         |
| 2019      | ф   | Лучшие враги                                  | The Best of Enemies                                        | Клейборн Пол Эллис         |
| 2019      | с   | Фосси/Вердон                                  | Fosse/Verdon                                               | Боб Фосси                  |
| 2019      | ф   | Дело Ричарда Джуэлла                          | Richard Jewell                                             | адвокат Уотсон Брайант     |
| 2019      | ф   | Кролик Джоджо                                 | Jojo Rabbit                                                | капитан Кленцендорф        |
| 2020      | мф  | Тролли. Мировой тур                           | Trolls World Tour                                          | Хикори                     |
| 2020      | с   | Домашний фильм: Принцесса-невеста             | Home Movie: The Princess Bride                             | Уэстли                     |
| 2020      | ф   | Айван, единственный и неповторимый            | The One and Only Ivan                                      | Айван                      |
| 2022      | мф  | Плохие парни                                  | The Bad Guys                                               | мистер Волк                |
| 2022      | ф   | Смотрите, как они бегут                       | See How They Run                                           | инспектор Стоппард         |
| 2024      | ф   | Аргайл: Супершпион                            | Argylle                                                    | Эйден                      |
| 2024      | ф   | Воображаемые друзья                           | IF                                                         | SDog                       |
| 2025      | с   | Белый лотос                                   | The White Lotus                                            | Фрэнк                      |
| 2025      | мф  | Плохие парни 2                                | The Bad Guys 2                                             | мистер Волк                |
| 2025      | ф   | Удачи, веселитесь, не умирайте                | Good Luck, Have Fun, Don't Die                             |                            |
| 2026      | ф   | Дикая лошадь                                  | Wild Horse Nine                                            |                            |

## Награды и номинации
| Премия                         | Год  | Фильм                                      | Категория                                              | Результат |
| ------------------------------ | ---- | ------------------------------------------ | ------------------------------------------------------ | --------- |
| «Оскар»                        | 2018 | «Три билборда на границе Эббинга, Миссури» | Лучшая мужская роль второго плана                      | Победа    |
| «Оскар»                        | 2019 | «Власть»                                   | Лучшая мужская роль второго плана                      | Номинация |
| «Золотой глобус»               | 2018 | «Три билборда на границе Эббинга, Миссури» | Лучшая мужская роль второго плана                      | Победа    |
| «Золотой глобус»               | 2019 | «Власть»                                   | Лучшая мужская роль второго плана                      | Номинация |
| «Золотой глобус»               | 2020 | «Фосси/Вердон»                             | Лучшая мужская роль — мини-сериал или телефильм        | Номинация |
| BAFTA                          | 2018 | «Три билборда на границе Эббинга, Миссури» | Лучшая мужская роль второго плана                      | Победа    |
| BAFTA                          | 2019 | «Власть»                                   | Лучшая мужская роль второго плана                      | Номинация |
| «Эмми»                         | 2019 | «Фосси/Вердон»                             | Лучший мини-сериал                                     | Номинация |
| «Эмми»                         | 2019 | «Фосси/Вердон»                             | Лучшая мужская роль в мини-сериале или фильме          | Номинация |
| «Выбор критиков»               | 2011 | «Приговор»                                 | Лучшая мужская роль второго плана                      | Номинация |
| «Выбор критиков»               | 2014 | «Дорога, дорога домой»                     | Лучший комедийный актёр                                | Номинация |
| «Выбор критиков»               | 2018 | «Три билборда на границе Эббинга, Миссури» | Лучшая мужская роль второго плана                      | Победа    |
| «Выбор критиков»               | 2018 | «Три билборда на границе Эббинга, Миссури» | Лучший актёрский состав                                | Победа    |
| «Выбор критиков»               | 2019 | «Власть»                                   | Лучший актёрский состав                                | Номинация |
| «Выбор критиков»               | 2020 | «Фосси/Вердон»                             | Лучшая мужская роль — мини-сериал или телефильм        | Номинация |
| «Независимый дух»              | 2013 | «Семь психопатов»                          | Лучшая мужская роль второго плана                      | Номинация |
| «Независимый дух»              | 2018 | «Три билборда на границе Эббинга, Миссури» | Лучшая мужская роль второго плана                      | Победа    |
| «Сатурн»                       | 2010 | «Луна»                                     | Лучшая мужская роль                                    | Номинация |
| «Спутник»                      | 2003 | «Признания опасного человека»              | Лучшая мужская роль — комедия или мюзикл               | Номинация |
| «Спутник»                      | 2004 | «Великолепная афера»                       | Лучшая мужская роль второго плана — комедия или мюзикл | Номинация |
| «Спутник»                      | 2008 | «Удушье»                                   | Лучшая мужская роль — комедия или мюзикл               | Номинация |
| «Спутник»                      | 2018 | «Три билборда на границе Эббинга, Миссури» | Лучшая мужская роль второго плана                      | Победа    |
| «Спутник»                      | 2019 | «Фосси/Вердон»                             | Лучшая мужская роль — мини-сериал или телефильм        | Номинация |
| Берлинский кинофестиваль       | 2003 | «Признания опасного человека»              | Серебряный медведь за лучшую мужскую роль              | Победа    |
| Премия Гильдии продюсеров США  | 2020 | «Фосси/Вердон»                             | Лучший мини-сериал                                     | Номинация |
| Премия Гильдии киноактёров США | 2000 | «Зелёная миля»                             | Лучший актёрский состав                                | Номинация |
| Премия Гильдии киноактёров США | 2009 | «Фрост против Никсона»                     | Лучший актёрский состав                                | Номинация |
| Премия Гильдии киноактёров США | 2018 | «Три билборда на границе Эббинга, Миссури» | Лучшая мужская роль второго плана                      | Победа    |
| Премия Гильдии киноактёров США | 2018 | «Три билборда на границе Эббинга, Миссури» | Лучший актёрский состав                                | Победа    |
| Премия Гильдии киноактёров США | 2020 | «Кролик Джоджо»                            | Лучший актёрский состав                                | Номинация |
| Премия Гильдии киноактёров США | 2020 | «Фосси/Вердон»                             | Лучшая мужская роль в телефильме или мини-сериале      | Победа    |
| Тони                           | 2022 | «Американский бизон»                       | Лучшая мужская роль в пьесе                            | Номинация |